# 유리의 성 (드라마)
《유리의 성》은 2008년 9월 6일부터 2009년 3월 1일까지 방송 되었던 SBS 주말 드라마이다. 본래 50부작으로 기획된 이 드라마는 1회 연장 방송되어 51부작이다.
재벌의 후손 김준성과 아나운서 정민주의 결혼 생활을 다루고 있다.
한편, 2008년 12월 13일에는 7시 50분부터 피겨 스케이팅 그랑프리 파이널 여자 프리 중계 편성으로 결방됐다.

## 등장 인물

### 주요 인물
- 윤소이 : 정민주 역
- 이진욱 : 김준성 역
- 김승수 : 박석진 역
- 한여름 : 강혜영 역
- 송민형 : 석진의 아빠 역
- 김정하 : 석진의 엄마 역

### 민주네 집
- 이한위 : 손동식 역
- 이혜숙 : 한양숙 역
- 신동우 : 손강민 역

### 준성이네 집
- 박근형 : 김두형 역
- 박원숙 : 윤인경 역
- 정재순 : 윤인숙 역
- 장현성 : 김규성 역
- 양정아 : 오유란 역
- 유서진 : 김준희 역

### 그외 인물
- 윤종화 : 장태수 역
- 김선화 : 천옥자 역
- 유태웅 : 이형석 역
- 송서연 : 송지연 역
- 윤아정 : 이주희 역
- 정다영 : 서예경 역
- 서진욱 : 민지환 역
- 이우진 : 형사 반장 역
- 이주연 : 박슬기 역

## 경쟁 프로그램
- 대왕 세종 (KBS 2TV)(2008년 9월 6일 ~ 2008년 11월 16일)(2008년 1월 5일 첫 회부터 3월 30일까지 9시 40분에 방영되어 오다가 같은 해 4월 5일부터 9시 5분으로 이동했으며 2008년 10월 11일에는 6시 50분부터 국가대표 축구 평가전 <한국 VS 우즈벡> 중계 편성에 따라《내 사랑 금지옥엽》이 8시 55분으로 이동하여 결방[3])
- 엄마가 뿔났다 (KBS 2TV)
- 내 사랑 금지옥엽 (KBS 2TV)(2008년 10월 11일에는 6시 50분부터 국가대표 축구 평가전 <한국 VS 우즈벡> 중계 편성에 따라 8시 55분으로 이동했고 이 과정에서 《대왕 세종》결방[4])
- 내 인생의 황금기 (MBC)